# 悼武王后
悼武王后（?—?），战国时期秦国王后，秦武王之妻。

## 生平
悼武王后是魏國公主，後與秦聯姻，嫁予秦武王嬴蕩為王后，未與秦武王生下兒子。前306年，史記趙世家記載秦武王在洛陽舉鼎絕臏而亡。因秦武王無子，武王眾兄弟爭奪王位。秦國朝政因掌權將軍魏冉支持下，由秦昭襄王繼位，其母羋八子被尊為王太后。(中國歷史第一位使用太后稱號)。前305年，宣太后與魏冉為驅逐秦惠文后及與秦昭襄王不合的其他公子，將悼武王后驅逐回魏國，此後的事跡不詳。